# Baćica
Baćica (cyr. Баћица) – wieś w Serbii, w okręgu raskim, w gminie Tutin. W 2011 roku liczyła 452 mieszkańców.